# Energifattigdom

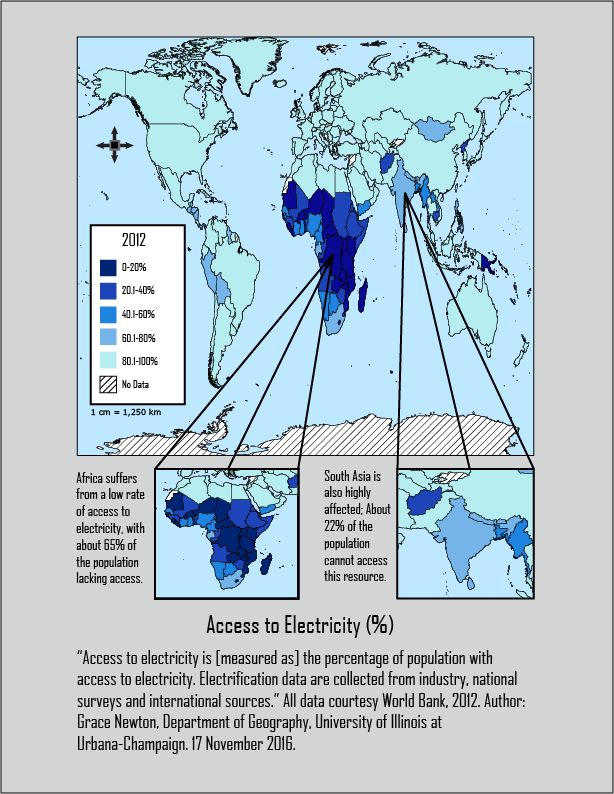
En gradientkarta som visar energifattigdomens intensitet.

Energifattigdom är brist på tillgång till elektricitet. Termen används främst för att beskriva situationen för många i utvecklingsländer, och i viss mån industriländer, vari personen inte har tillgång till elektricitet som de kan använda för att tillgodo se sina vardagliga behov. Nästan 1,1 miljarder människor, i utvecklingsvärlden, har fortfarande ingen tillgång till el enligt International Energy Agency (IEA).